# Osinachi Ohale
Osinachi Marvis Ohale (født 21. december 1991) er en nigeriansk professionel fodboldspiller, der spiller som midterforsvarer eller højre back for Liga MX Femenil-holdet Pachuca og Nigerias kvindelandshold.
Den 16. juni 2023 blev hun inkluderet i den 23-spiller store nigerianske trup til VM  i fodbold for kvinder 2023.